# Rivière Naja
Pour les articles homonymes, voir Naja.
La Rivière Naja est un affluent de la rivière Manouane, coulant dans le territoire non organisé de Mont-Valin, dans la municipalité régionale de comté du Fjord-du-Saguenay, dans la région administrative de Saguenay-Lac-Saint-Jean, dans la Province de Québec, au Canada.
La zone du lac à Paul est desservie du côté Ouest et Nord par la route R0251. Une route forestière secondaire dessert le côté Est du lac,.
La foresterie constitue la principale activité économique du secteur ; les activités récréotouristiques, en second.
La surface de la rivière Naja est habituellement gelée de la fin novembre au début avril, toutefois la circulation sécuritaire sur la glace se fait généralement de la mi-décembre à la fin mars.

## Géographie
Les principaux bassins versants voisins de la rivière Naja sont :
- côté Nord : rivière Manouane, lac Manouane, Petite rivière Manouane, rivière Durfort, rivière Duhamel ;
- côté Est : rivière Manouane, rivière aux Hirondelles, réservoir Pipmuacan ;
- côté Sud : rivière Brûlée, rivière du Castor-Qui-Cale, rivière Pipmuacan, rivière Pipmuacan Ouest, rivière de l’Épinette, rivière à Georges, ruisseau Omer, rivière Manouaniche, rivière Manouane, réservoir Pipmuacan ;
- côté Ouest : rivière Manouane, rivière Péribonka, Petite rivière Shipshaw[2].

Le lac à Paul comporte une longueur de 5,8 km, une largeur maximale de 4,6 km et une altitude de 410 m. Ce plan d’eau comporte deux parties lesquelles sont séparées par deux presqu’îles et un passage étroit ; l’une s’étirant sur 1,5 km vers le Sud et l’autre s’étirant sur 1,9 km vers le Nord. Ce lac est bordé du côté Sud (avec de hautes falaises) par une montagne cumulant à 530 m.
La rivière Naja prend sa source d’un lac non identifié (longueur : 1,3 km ; altitude : 471 m) de forme triangulaire. L’embouchure de ce lac est située dans le territoire non organisé de Mont-Valin à :
- 17,4 km à l’Est du lac Duhamel ;
- 40,6 km au Nord-Est du barrage à l’embouchure du lac Péribonka ;
- 19,0 km au Sud-Ouest d’une baie du Nord-Ouest du réservoir Pipmuacan ;
- 59,8 km au Nord du barrage à l’embouchure (côté Sud) du lac Pamouscachiou ;
- 12,6 km au Sud-Est de l’embouchure de la rivière Naja[2],[4].

À partir de sa source, la rivière Naja coule en formant un grand S sur 27,4 km dont le point central est le lac à Paul, entièrement en zone forestière, selon les segments suivants :
- 6,3 km d’abord vers l’Est puis vers le Nord, jusqu’à un ruisseau (venant de l’Est) ;
- 3,4 km vers l’Ouest, notamment en traversant sur 0,9 km le lac Épinette (longueur : 2,0 km ; altitude : 410 m) jusqu’à son embouchure ;
- 3,8 km vers le Nord-Ouest notamment en traversant le lac Naja, jusqu’à la rive Nord-Est du lac à Paul ;
- 6,2 km vers le Sud-Ouest en traversant le lac à Paul puis vers le Nord-Est en traversant le détroit de la partie Ouest du lac, jusqu’à l’embouchure du lac qui se situe au pont de la route forestière R0251 ;
- 7,7 km vers le Nord, relativement en ligne droite, jusqu’à son embouchure[2].

La rivière Naja se déverse dans un coude de rivière sur la rive Nord de la rivière Péribonka (lac Duhamel) dans une courbe de rivière, à :
- 35,7 km au Nord-Est de l’embouchure du lac Péribonka lequel est traversé vers le Sud-Est par la rivière Péribonka ;
- 22,5 km au Sud-Ouest d’une baie de la partie Nord-Ouest du réservoir Pipmuacan ;
- 70,4 km au Nord-Ouest du barrage à l’embouchure du lac Pamouscachiou (faisant partie du réservoir Pipmuacan) ;
- 57,3 km au Nord-Est de l’embouchure de la rivière Manouane ;
- 162,6 km au Nord de l’embouchure de la rivière Péribonka (confluence avec le lac Saint-Jean)[2]

À partir de l’embouchure de la rivière Naja, le courant descend sur 63,7 km le cours de la rivière Manouane, sur 76,7 km le cours de la rivière Péribonka vers le Sud jusqu’à son embouchure, traverse sur 29,3 km vers l’Est le lac Saint-Jean, puis emprunte le cours de la rivière Saguenay vers l’Est sur 160 km jusqu'à la hauteur de Tadoussac où il conflue avec le fleuve Saint-Laurent.

## Toponymie
Naja est un genre de serpents de la famille des Elapidae.
Le toponyme de rivière Naja a été officialisé le 18 juin 1993 à la Banque des noms de lieux de la Commission de toponymie du Québec.